# Szellemíró (film)
A Szellemíró (eredeti cím: The Ghost Writer, az Egyesült Királyságban és Írországban The Ghost címen jelent meg) 2010-ben bemutatott neo-noir politikai thriller Roman Polański rendezésében. A forgatókönyvet Robert Harris azonos című regénye alapján a  Polanski és Harris írta. A főszerepben Ewan McGregor, Pierce Brosnan, Kim Cattrall és Olivia Williams látható. A film kritikai és kereskedelmi sikert aratott, és számos filmes díjat nyert, többek között a 60. Berlini Nemzetközi Filmfesztiválon a legjobb rendezésért járó Polanski-díjat, valamint 2010-ben a 23. Európai Filmdíjat.

## Cselekmény
Egy jelentéktelen szellemíró egy jövedelmező, ám roppant szűkös határidejű megbízást kap arra, hogy Adam Lang, a volt brit miniszterelnök emlékiratat befejezze, miután az előző szellemíró tisztázatlan körülmények között meghalt. Lang az Egyesült Államokban kampányol feleségével az alapítványa mellett. Egy félreeső szigeten él elzárva, biztonsági őrséggel és titkársággal. Ide költözik be a szellemíró, hogy az emlékiraton dolgozzon, miközben Lang egy nagyszabású, nemzetközi botrányba keveredik, amelyből kiderül, milyen messzire volt hajlandó elmenni az Egyesült Királyság és az USA „különleges kapcsolatának” ápolása érdekében. A szellemíró félreérthetetlen jeleket kap arra, hogy a kézirat titkos anyagot tartalmaz...

## Szereplők

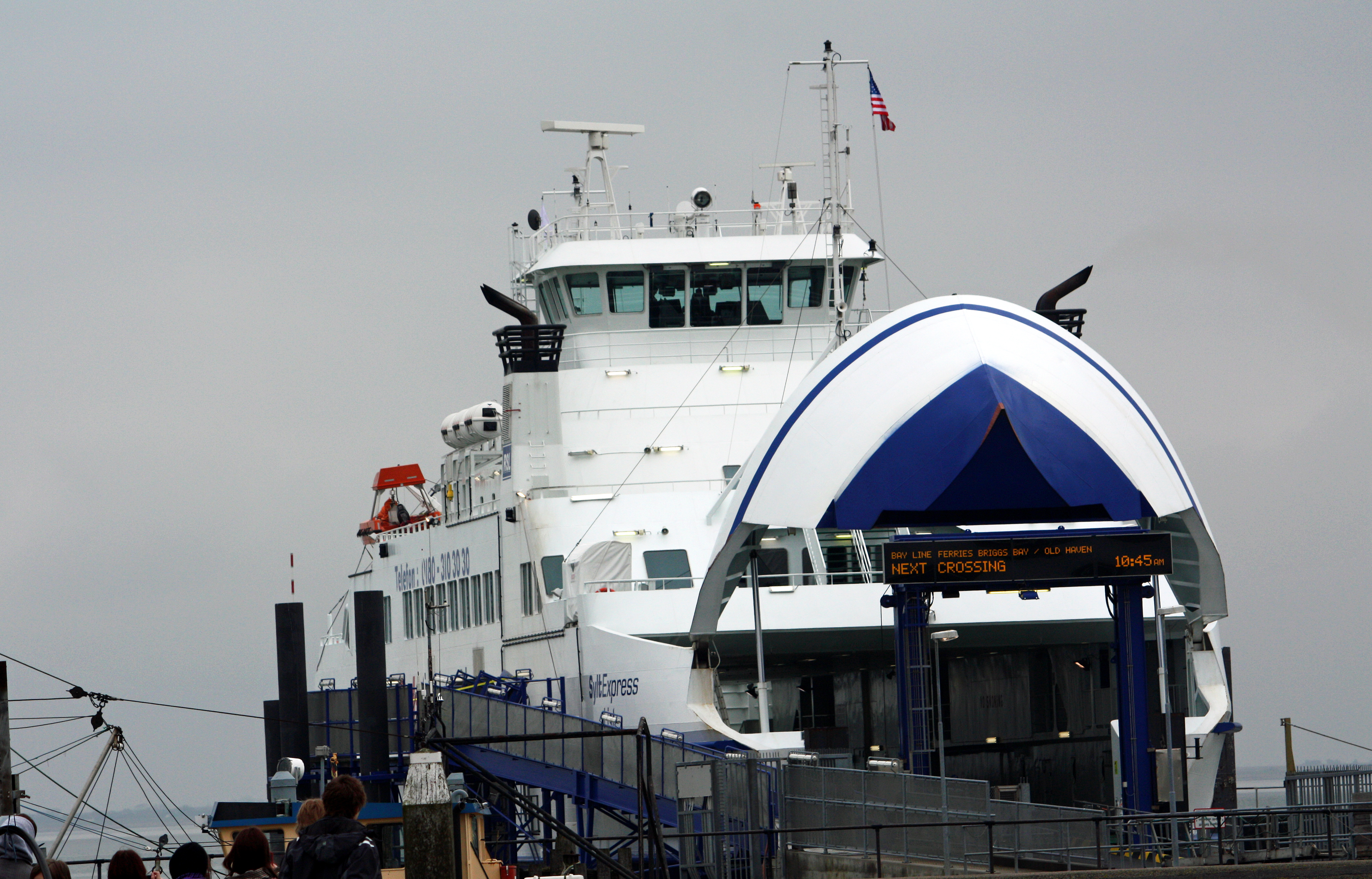
Az MS SyltExpress északi-tengeri komp a filmből.

| Szerep                | Színész         | Magyar hang      |
| --------------------- | --------------- | ---------------- |
| Szellemíró            | Ewan McGregor   | Görög László     |
| Adam Lang             | Pierce Brosnan  | Kautzky Armand   |
| Ruth Lang             | Olivia Williams | Fullajtár Andrea |
| Amelia Bly            | Kim Cattrall    | Létay Dóra       |
| Sidney Kroll          | Timothy Hutton  | Epres Attila     |
| Paul Emmett           | Tom Wilkinson   | Konrád Antal     |
| Rick Ricardelli       | Jon Bernthal    | Sarádi Zsolt     |
| John Maddox           | James Belushi   | Koroknay Géza    |
| Richard Rycart        | Robert Pugh     | Barbinek Péter   |
| Roy Quigley           | Tim Preece      | Szokolay Ottó    |
| Titokzatos brit férfi | David Rintoul   | Rosta Sándor     |
| Öregember             | Eli Wallach     | Versényi László  |

## Bemutató
A filmet 2010. február 12-én mutatták be a 60. Berlini Nemzetközi Filmfesztiválon, majd a következő négy hétben Európa nagy részén széles körben játszották. Az Amerikai Egyesült Államokban 2010. március 19-én, az Egyesült Királyságban pedig 2010. április 16-án jelent meg.
Az amerikai mozikban a párbeszédeket cenzúrázták és visszafogottabb nyelvezetűre szinkronizálták, hogy megfeleljenek a Motion Picture Association of America PG-13-as besoroláshoz szükséges feltételeknek. A cenzúrázott PG-13-as változatot később az amerikai DVD- és Blu-ray-kiadásokhoz használták, míg a cenzúrázatlan változatot a legtöbb nemzetközi DVD- és Blu-ray-kiadásnál megtartották.